# Zosterops melanurus
Zosterops melanurus — вид воробьиных птиц из семейства белоглазковых (Zosteropidae).

## Таксономия
Ранее считался подвидом Zosterops palpebrosus, однако по результатам молекулярного филогенетического исследования, опубликованным в 2018 году, повышен до уровня вида. При этом в западной части Явы ареал Zosterops melanurus пересекается с ареалом подвида Zosterops palpebrosus buxtoni, недавно попавшего на этот остров с Суматры. В этих местах представители указанных видов скрещиваются друг с другом.

## Распространение
Обитают на островах Ява и Бали (Индонезия). Недавно обнаружены также на острове Мадура. Живут в лесах.

## Описание
Длина тела 9.6-11 см. Белое глазное кольцо разорвано спереди черноватым пятном, а также тёмной линией. У представителей номинативного подвида желтоватый лоб, полностью желтая нижняя сторона тела, чуть более яркое желтое подхвостье. Корона и верхняя сторона тела оливково-зелёные. Хвост черновато-коричневый.

## Биология
Ловят насекомых.

## Охранный статус
МСОП присвоил виду охранный статус VU. Этих птиц активно отлавливают, чтобы торговать ими и держать в клетках.